# Mansijština
Mansijština, dříve také známá jako vogulština (man. мāньси лāтыӈ, mānsi lātyŋ), se společně s chantyjštinou řadí mezi obsko-ugrické jazyky. Jazykem hovoří Mansijové v Rusku v oblastech kolem řeky Ob a to především v Chanty-Mansijském autonomním okruhu (Jugra) a Sverdlovské oblasti. K Mansijům se k roku 2010 hlásilo asi 12 300 lidí, jazykem hovoří asi 940 z nich.

## Základní informace
Mansijština se dělí na 4 základní dialekty jižní, východní, severní a západní. Tyto čtyři dialekty jsou si navzájem nesrozumitelné. Jižní a západní dialekt je již zaniklý. Nejpoužívanější je tzv. Sosva (poddialekt severní mansijštiny). Severní mansijština je ovlivněna ruštinou, komijštinou, něnečtinou a severní chantyjštinou a je základem psaného jazyka (nemá akuzativ). Východní mansijština je ovlivněna chantyjštinou a tatarštinou, má vokalickou harmonii a velký výskyt diftongů.
Příklady lexikálních rozdílů dialektů:
|      | severní | západní | východní | jižní  |
| malý | maanj   | wüsj    | wisj     | musj   |
| sob  | saali   | kunna   | xonəj    | koɲka  |
| vlk  | saaliuj | šeeš    | šaaš     | cjeesj |

První dílo napsané v mansijštině byl překlad Matoušova Evangelia, který v roce 1868 vyšel v Londýně.

## Abeceda
1932 vznikla latinská abeceda, ale ta byla přijata jen s malým úspěchem. Latinka byla nahrazena 1937 cyrilicí.
Latinská abeceda:
A, B, D, E, F, G, H, Һ, I, J, K, L, Ļ, M, N, Ņ, Ŋ, O, P, R, S, S, T, Ţ, U, V, Z, Ь
Cyrilice:
A /a/, Б /b/, В /◌ʷ/, Г /g; ɣ/, Д /d/, Е /ʲe/, Ё /ʲo/, Ж /ʒ/, З /z/, И /i/, Й /j/, К /k/, Л /l; ʎ/, М /m/, Н /n; ɲ/, Ӈ /ɲ/, О /o/, П /p/, Р /r/, С /s/, T /t/, У /u:/, Ў /w/, Ф /f/, X /χ/, Ц /t͡s/, Ч /t͡ʃʲ/, Ш /ʃ/, Щ /ʃʲtʃʲ/, Ъ /-/, Ы /ɪ/, Ь /◌ʲ/, Э /ə~ɤ/, Ә /æ/, Ю /ʲu/, Я /ʲa/
Б, Д, Ж, З, Ф, Ч, Щ a Г s výslovností /g/ se používá pouze u jmen a vypůjčených slov.

## Fonologie
Přízvučné vokály u severní mansijštiny:
|         | nezaokrouhlené | zaokrouhlené |
| vysoké  | ы/и            | у/ю          |
| střední | э/е            | о/ё          |
| nízké   | а/я            | а/я          |

Nepřízvučné vokály u severní mansijštiny:
|         | plné | redukované |
| vysoké  | ы/и  | ə          |
| střední | э/е  | ə          |
| nízké   | а/я  | ə          |

Konsonanty: м, н, нь, ӈ, ӈв, п, т, ть, к, кв, с, сь, ш, х, г, хв, й, ў, в, л, ль, р
Hlavní přízvuk je vždy na první slabice. Existuje i sekundární přízvuk, který je na třetí, páté … slabice, nikdy se však nevyskytuje na poslední slabice.

## Gramatika
Existují tři základní jazykové typologie: aglutinační, izolační a flektivní. Každý jazyk obsahuje rysy všech tří typů. Z morfologického hlediska má mansijština výrazné aglutinační rysy, je tedy aglutinačním jazykem, což znamená, že každý jeden morfém nese jednu gramatickou funkci (význam). Mezi aglutinační jazyky se řadí i další ugrofinské jazyky, turkické, drávidské jazyky a korejština či japonština. Aglutinační rys je u mansijštiny vidět například u deklinace – pád a číslo mají různé sufixy; dále je to patrné třeba u duálu indikativu présentu – dva různé znaky pro číslo a pro osobu. Izolační rys (kladení lexému za sebe bez jejich ohýbání) lze ukázat na množství postpozic. Flekční rys (jeden morfém má více funkcí) je patrný například u plurálu indikativu présentu – osobní koncovka nese jak význam osoby, tak i čísla. Syntaktická stavba mansijštiny odpovídá vzoru subjekt-objekt-sloveso (SOV). Mansijština má dva členy: určitý ань (který také znamená nyní, pokud je daný před sloveso) a neurčitý акв. Následující gramatické jevy jsou vysvětlovány na příkladech ze severní manijštiny.

### Jména
Mansijština nemá gramatický rod, má singulár, plurál a duál. Má 6 pádů a má posesivní sufixy.
Deklinace пут /put/ – kotel:''
| pád          | singulár      | plurál            | duál              |
| nominativ    | пут put       | путэт putət       | путыг putɪɣ       |
| lokativ      | путт putt     | путэтт putətt     | путыгт putɪɣt     |
| lativ        | путн putn     | путыгн putətn     | путэтн putɪɣn     |
| ablativ      | путнэл putnəl | путыгнэл putətnəl | путэтнэл putɪɣnəl |
| translativ   | путыг putɪɣ   | -                 | -                 |
| instrumentál | путэл putəl   | путыгтэл putətəl  | путэтэл putɪɣtəl  |

### Slovesa
Mansijská slovesa se časují ve třech osobách, třech číslech, dvou časech a čtyřech způsobech. Slovesa mohou být transitivní a intransitivní. Transitivní slovesa jsou slovesa přechodná, to znamená, že se pojí s předmětem v akuzativu (předmět předchází slovesný děj). Intransitivní sloveso je sloveso nepřechodné, vyžaduje předmět v jiném, než akuzativním pádě. Pro rozlišení transitivního a intransitivního slovesa je určující valence slovesa (valence je schopnost lexikální jednotky vázat na sebe další větné členy). V mansijštině má tento jev vliv na konjugaci slovesa. Transitivní sloveso se může konjugovat podle toho, jestli má určitý nebo neurčitý objekt. Pokud je objekt určitý nerozlišuje se při konjugaci jen osoba a číslo subjektu, ale i číslo určitého objektu. S tím souvisí i specifická větná konstrukce s určitým (přímým) objektem. Pokud je objekt podstatné jméno, je v nominativu, pokud je to zájmeno, je v akusativu.
Osobní koncovky konjugace (transitivní slovesa – určitý člen):
|                   | určitý objekt singulár | určitý objekt duál | určitý objekt plurál |
| Singulár 1. osoby | -ləm                   | -(j)aɤəm           | -(j)anəm             |
| Singulár 2. osoby | -lən                   | -(j)aɤən           | -(j)an(ən)           |
| Singulár 3. osoby | -te                    | -(j)aɤe            | -(j)ane              |
| Duál 1. osoby     | -lamen                 | -(j)aɤ(a)men       | -(j)an(a)men         |
| Duál 2. osoby     | -len                   | -(j)aɤen           | -(j)an(en)           |
| Duál 3. osoby     | -ten                   | -(j)aɤen           | -(j)anen             |
| Plurál 1. osoby   | -luw                   | -(j)aɤuw           | -(j)anuw             |
| Plurál 2. osoby   | -len                   | -(j)aɤen           | -(j)an(en)           |
| Plurál 3. osoby   | -anəl                  | -(j)aɤanəl         | -(j)an(an)əl         |

Osobní koncovky přítomného času (intransitivní slovesa):
|   | singulár | duál    | plurál  |
| 1 | -eɤəm    | -imen   | -ew     |
| 2 | -eɤən    | -eɤə/en | -eɤə/en |
| 3 | -i       | -eɤ     | -eɤət   |

#### Časy:
Mansijština časy vyjadřuje pomocí koncovky, která předchází osobní koncovce. V mansijštině existují dva časy – prézens a imperfekt. Mansijština nemá budoucí čas, ten se vyjadřuje jinými způsoby – buď využitím prézensu (nejčastěji temporálním adverbiem) nebo pomocným slovesem pati-.
Přehled časů:
| tempsu    | znak | příklad                    |
| prézens   | – г  | Минагум/minagum – jdu      |
| imperfekt | – c  | Минасум/minasum – šel jsem |

#### Způsoby:
Existují čtyři způsoby: indikativ, kondicionál, imperativ a prekativ. Indikativ má funkci oznamovací, je bezpříznakový a není morfologicky vyjádřen. Kondicionál má funkci podmiňovací a lze jím vyjádřit i zdvořilou otázku, jeho znakem je -nuw-. Imperativ je způsob rozkazovací, existuje jen ve druhé osobě a jeho znakem je -en. Prekativ má funkci žádosti o vyjádření, jeho znakem je -ke-, -kwe- nebo -risj-.
Osobní koncovky:
| osoba | singulár       | plurál | duál   |
| 1.    | – ум           | – ув   | – умен |
| 2.    | – эн           | – эн   | – эн   |
| 3.    | (bez koncovky) | – эт   | – ыг   |

#### Aktivní a pasivní slovesný rod:
Aktivní rod je bezpříznakový a není morfologicky vyjádřen, pasivní rod je příznakový a je vyjádřen morfologickým znakem -ве-.

## Čísla
|      | Severní mansijština  |
| 1    | аква (akʷa)          |
| 2    | китыг (kitiɣ)        |
| 3    | хурум (xuːrəm)       |
| 4    | нила (ɲila)          |
| 5    | ат (at)              |
| 6    | хот (xoːt)           |
| 7    | сат (saːt)           |
| 8    | нёллов (ɲololow)     |
| 9    | онтэллов (ontolow)   |
| 10   | лов (low)            |
| 20   | хус (xus)            |
| 30   | ват (vaːt)           |
| 40   | налыман (nalyman)    |
| 50   | атпан (atpan)        |
| 60   | хотпан (xoːtpan)     |
| 70   | сатлов (saːtlov)     |
| 80   | нёлсат (ɲolsat)      |
| 90   | онтырсат (ontyrsaːt) |
| 100  | сат (saːt/janiɣsaːt) |
| 1000 | сотэр (soːtər)       |